# Alfio Basile
Alfio Basile, de son nom de naissance Alfredo Basile, né le 1er novembre 1943 à Bahía Blanca, est un footballeur international argentin évoluant au poste de défenseur entre 1964 et 1975. Surnommé Coco, il est un joueur clef du Racing Club des années 1960. Basile devient par la suite entraîneur l'année même de sa retraite sportive. Il a été par deux fois le sélectionneur de l'équipe nationale argentine, de 1991 à 1994 puis de 2006 à 2008.

## Biographie

### Carrière de joueur

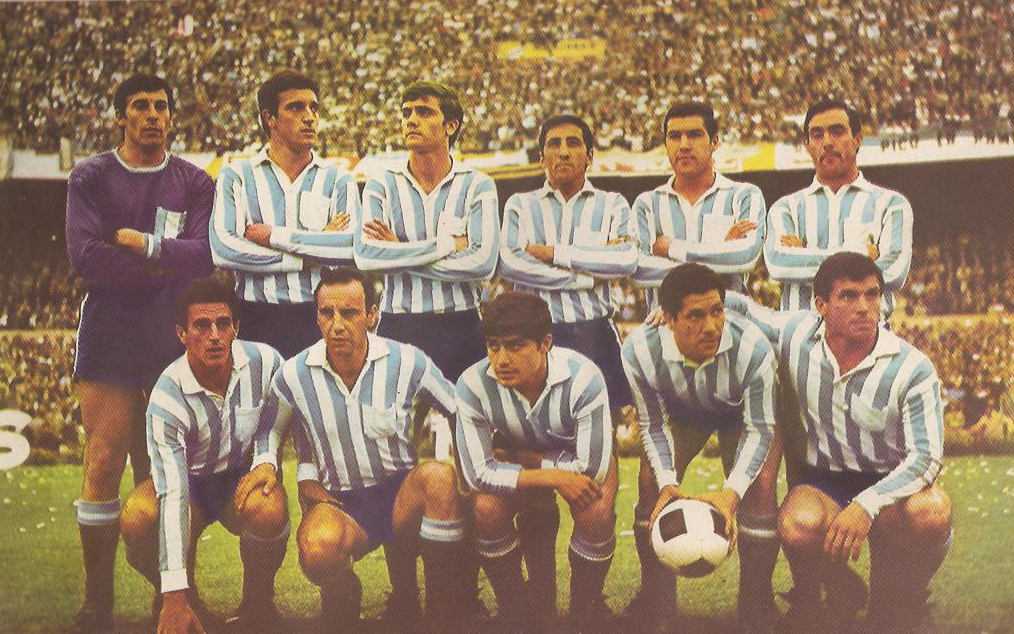
Basile, ici debout et deuxième en partant de la gauche, avec le Racing Club en 1967.

Alfio est son prénom d'usage. Son véritable prénom est Alfredo, c'est celui qui figure sur sa carte d'identité. Ses parents voulaient le nommer Alfio en référence à un de ses grand-pères italien, mais l'état civil argentin a refusé de l'enregistrer ainsi, arguant du fait que seuls les prénoms en castillan étaient acceptés. Quoi qu'il en soit, dès sa naissance, sa famille puis ses amis l'ont toujours appelé Alfio.
Basile commence sa carrière de joueur en 1960 au Bella Vista de sa ville natale. Il joue soit en défense soit au milieu de terrain.
Il porte ensuite à partir de janvier 1964 les couleurs du Racing Club. L'arrivée de l'entraîneur Juan Jose Pizzuti en 1966 l'oblige à se fixer définitivement en défense centrale. Avec le Racing, il remporte le championnat d'Argentine en 1966, la Copa Libertadores. Au cours de la finale remportée 5 buts à 2 contre Independiente Medellín, il marque un but. La même année, il triomphe dans la Coupe intercontinentale en battant le Celtic Glasgow.
En 1970, il rejoint le club Huracán. Il joue jusqu'en 1975, date à laquelle il met un terme à sa carrière après de multiples blessures au genou et devient entraîneur.

### Carrière d'entraîneur
Après avoir pris sa retraite de joueur, Alfio Basile se tourne vers le métier d'entraîneur de football. Il dirige plusieurs clubs argentins comme Rosario Central, le Racing Club, Huracán et Vélez Sársfield ainsi que le Nacional en Uruguay et l'Atlético de Madrid en Espagne.
En 1991, il est nommé sélectionneur de l'équipe nationale argentine et connaît immédiatement le succès avec deux victoires en Copa América en 1991 et 1993. Il remporte également une Coupe des confédérations en 1992 en Arabie saoudite. La qualification pour la Coupe du monde de football 1994 aux États-Unis s'annonce facile jusqu'à ce que l'Argentine perde à domicile contre la Colombie. La défaite de l'Albiceleste oblige l'équipe à participer à un match de barrage contre le champion d'Océanie, l'Australie. Pour l'occasion Diego Maradona annonce son retour en sélection.
L'Argentine débarque en favorite aux États-Unis pour la Coupe du monde 1994, d'autant qu'elle enregistre le retour de Diego Maradona, mais elle est éliminée dès les huitièmes de finale par la Roumanie. Basile quitte son poste.
Il entraîne alors divers clubs comme San Lorenzo de Almagro, América de Mexico ou le Colón de Santa Fe où il n'est pas couronné de succès. En juillet 2005, Basile est nommé directeur technique du Club Atlético Boca Juniors. Après seulement un mois de présence il remporte la Recopa Sudamericana 2005. Il obtient ensuite son premier titre de champion d'Argentine lors du tournoi d'ouverture 2005. Quatre jours plus tard Boca Juniors remporte la Copa Sudamericana 2005 contre le club mexicain de Pumas UNAM. En mai 2006, le technicien emmène son club vers un nouveau titre dans le tournoi de clôture argentin 2006. Le dernier titre de Basile à Boca Juniors est la Recopa Sudamericana 2006 dont la finale se dispute le 14 septembre 2006. Boca l'emporte contre le club brésilien de São Paulo Futebol Clube. Basile a remporté les cinq épreuves dans lesquelles son club a été enregistré. Le lendemain de la finale, il est remplacé par Ricardo La Volpe. Cet enchaînement de succès lui ouvre de nouveau les portes de la sélection nationale. En septembre 2006, il remplace José Pekerman. Il reste en place jusqu'au 16 octobre 2008 date de sa démission à la suite d'une douloureuse défaite contre le Chili. Il est remplacé par Diego Maradona.
Le 1er juillet 2009, Basile revient entraîner l'équipe de Boca Juniors. Sa seconde période dans le club argentin est beaucoup moins brillante que la première. En septembre après quelques défaites dont celle en Copa Sudamericana contre Velez Sarsfield, il présente sa démission. Mais les dirigeants du club le persuadent de prolonger sa mission au club. Le 22 janvier 2010, Basile quitte définitivement le club.

## Palmarès

### Joueur
| Année | Club        | Titre                   |
| ----- | ----------- | ----------------------- |
| 1966  | Racing Club | Championnat d'Argentine |
| 1967  | Racing Club | Copa Libertadores       |
| 1967  | Racing Club | Coupe intercontinentale |
| 1973  | Huracán     | Tournoi Metropolitano   |

### Entraîneur
| Année | Club               | Titre                                                     |
| ----- | ------------------ | --------------------------------------------------------- |
| 1988  | Racing Club        | Supercopa Sudamericana                                    |
| 1991  | Atlético de Madrid | Copa del Rey                                              |
| 1991  | Argentine          | Copa América                                              |
| 1992  | Argentine          | Coupe des confédérations                                  |
| 1993  | Argentine          | Copa América Trophée Artemio Franchi                      |
| 2005  | Boca Juniors       | Recopa Sudamericana Tournoi d'ouverture Copa Sudamericana |
| 2006  | Boca Juniors       | Tournoi de clôture Recopa Sudamericana                    |